# Erich Oberdorfer
Erich Oberdorfer (Freiburg, 26 maart 1905 – Freiburg, 23 september 2002) was een Duits botanicus die was gespecialiseerd in de vegetatiekunde. Hij is samen met Reinhold Tüxen een van de grondleggers van de hedendaagse vegetatiekunde. Zijn botanische standaardafkorting is Oberd.

## Beschreven syntaxa
In de onderstaande lijst volgt een overzicht van de syntaxa die (mede) door Oberdorfer beschreven zijn en een artikel op de Nederlandstalige Wikipedia hebben.
Klassen
- muurvaren-klasse – Asplenietea (Br.-Bl.) Oberd. 1977

Orden
- orde van heischrale graslanden – Nardetalia Oberd. ex Prsg
- laurisilva – Pruno hixae-Lauretalia novocanariensis Oberd. ex Rivas-Mart., Arnaiz, Barreno & Crespo 1977

Verbonden
- verbond van matig droge kalkgraslanden – Mesobromion (Br.-Bl. & Moor 1938) Oberd. 1957
- dwerghaver-verbond – Thero-Airion Tx. ex Oberd. 1957
- fayal-brezal – Myrico fayae-Ericion arboreae Oberd. 1965
- verbond van look-zonder-look – Galio-Alliarion Lohm. & Oberd. in Oberd. et al. 1967

Associaties
- vogelkers-essenbos – Pruno-Fraxinetum Oberd. 1953
- associatie van veldrus en gevlekte orchis – Crepido-Juncetum acutiflori (Braun 1915) Oberd. 1957
- eiken-haagbeukenbos – Stellario-Carpinetum Oberd. 1957
- associatie van raketten en kompassla – Erigeronto-Lactucetum Lohm. in Oberd. 1957
- associatie van geoorde wilg – Salicetum auritae Jonas 1935 em. Oberd. 1964
- zevenblad-associatie – Urtico-Aegopodietum Oberd. ex Oberd. et al. 1967
- associatie van vetmuur en zilvermos – Bryo-Saginetum Diem., Siss. & Westh. nom. inv. Oberd. 1983
- essen-iepenbos – Fraxino-Ulmetum Oberd. 1992

## Onderscheidingen
- 1973: Erelid van de Badisches Landesverein für Naturkunde und Naturschutz
- 1978: Eredoctoraat van de Technische Universiteit München
- 1978: Orde van Verdienste van de deelstaat Baden-Württemberg
- 1989: Reinhold Tüxen-prijs